# Old Wives for New
Old Wives for New és una pel·lícula dirigida per Cecil B. DeMille i protagonitzada per Elliott Dexter, Wanda Hawley i Sylvia Ashton, entre d'altres. Basada en la novel·la homònima de David Graham Phillips adaptada per Jeanie MacPherson, es va estrenar el 16 de juny de 1918. Aquesta pel·lícula inaugura una segona etapa en la filmografia del director, que alguns autors anomenen la de l'edat del Jazz, centrada en melodrames o comèdies molt més sofisticades i amb decorats més a la moda en les quals el personatge principal és una heroïna sentimental que acaba convertida en una “playmate”. Aquesta sofisticació suposaria un increment gradual de costos de producció en les seves pel·lícules.

## Argument
Charles Murdock es casa amb la bonica Sophy i tenen dos fills. Vint anys després, Sophy ha esdevingut una dona grassa i abúlica mentre que Charles es conserva actiu i en bona forma. Durant una cacera Charles s'enamora de Juliet Raeburn però quan s'assabenta que aquest és casat l'evita en tot el que pot.
Per tal d'oblidar-la, Charles surt a sopar amb el seu amic Tom Berkeley en companyia de dues dones de dubtosa reputació, però més tard aquella nit, una altra dona dispara Berkeley per gelosia. Com que el nom de Charles que relacionat amb el cas, Sophy demana el divorci i ell, per protegir la reputació de Juliet marxa a París en companyia d'una altra noia, Viola. Sophy es casa amb Bladen, el secretari de Charles. A París, Charles es retroba amb Juliet que inicialment el rebutja però després d'una sèrie d'incidents i explicacions s'acaben casant.

## Repartiment
- Elliott Dexter (Charles Murdock)
- Florence Vidor (Juliet Raeburn)
- Sylvia Ashton (Sophy Murdock)
- Wanda Hawley (Sophy en el pròleg)
- Theodore Roberts (Tom Berkeley)
- Helen Jerome Eddy (Norma Murdock)
- Marcia Manon (Viola Hastings)
- Julia Faye (Jessie)
- J. Parks Jones (Charley Murdock)
- Edna Mae Cooper (Bertha)
- Gustav von Seyffertitz (Melville Bladen)
- Tully Marshall (Simcox)
- Lillian Leighton (governanta)
- Mayme Kelso (criada)
- Alice Terry (venedora)
- Noah Beery (metge, no surt als crèdits)
- William Boyd (extra, no surt als crèdits)
- Edythe Chapman (Mrs. Berkeley, no surt als crèdits)
- Raymond Hatton (estilista, no surt als crèdits)
- Lloyd Hughes (reporter no surt als crèdits)
- Charles Ogle (no surt als crèdits)
- Guy Oliver (majordom de Tom Berkeley, no surt als crèdits)
- Larry Steers (gerent del nightclub, no surt als crèdits)
- Madame Sul-Te-Wan (criada de Viola, no surt als crèdits)